# Namastey London
Namastey London (hindi नमस्ते लंदन, urdu نمستے لندن / Namaste Landan) – indyjski film z 2007 roku w reżyserii Vipula Amrutlala Shaha.

## Fabuła
Akcja filmu rozgrywa się w Londynie i częściowo w Pendżabie w Indiach. Jass (Katrina Kaif) zniechęca do siebie kolejnych kandydatów na męża, wybranych przez jej ojca. Szuka jakiegoś przystojnego i bogatego Brytyjczyka i znajduje go. Charlie oświadcza się Jass, ta jednak nie zdąża dać mu odpowiedzi, ponieważ dzwoni do niej ojciec z propozycją.
Po zniechęceniu kolejnego mężczyzny, ojciec Jasmeet wpada na pomysł, by wyjechać na wycieczkę do Indii. Jasmeet jeszcze nigdy nie była w Indiach. Zgadza się na wycieczkę i cała trójka (rodzice i Jass) wyjeżdżają. Ojciec pokazuje Jasmeet Indie, po czym przyjeżdżają do rodziny jego przyjaciela. Po drodze jednak psuje im się samochód i naprawia go im przystojny nieznajomy (Akshay Kumar). Tam spotykają kolejnych kandydatów na męża, których wyszukał ojciec Jasmeet, jednak żaden z nich nie wydaje się odpowiedni. Okazuje się, że przystojny nieznajomy jest synem przyjaciela ojca Jass. Jass od razu spodobała się Arjunowi, który postanawia ją poderwać.

## Obsada
- Akshay Kumar – Arjun Ballu Singh
- Katrina Kaif – Jasmeet 'Jazz' M. Malhotra
- Rishi Kapoor – jej ojciec, Manmohan Malhotra

- Clive Standen – Charles 'Charlie' Brown
- Upen Patel – Imran 'Immi' P. Khan
- Javed Sheikh – Parvez Khan
- Tiffany Mulheron – Susan

- Nina Wadia – Bebo M. Malhotra

- Shaana Diya – Laila
- Riteish Deshmukh – Bobby Bedi

## Piosenki
1. Chakna Chakna - Himesh Reshammiya
2. Viraaniya - Himesh Reshammiya
3. Main Jahaan Rahoon - Rahat Fateh Ali Khan, Krishna Beura
4. Yahi Hota Pyaar - Himesh Reshammiya, Sunidhi Chauhan
5. Rafta Rafta - RDB
6. Annan Faanan - Jayesh Gandhi, Akriti Kakkar
7. Dilruba - Zubeen Garg, Alisha Chinai
8. Viraaniya (Mehfil Mix) - Javed Akhtar and Himesh Reshammiya
9. Aanan Faanan (Mehfil Mix) - Jayesh Gandhi, Akriti Kakkar
10. Chakna Chakna (Remix) - Himesh Reshammiya
11. Dilruba (Remix) - Zubeen Garg, Alisha Chinai
12. Main Jahaan Rahoon (Remix) - Rahat Fateh Ali Khan, Krishna
13. Yahi Hota Pyaar (Remix) - Himesh Reshammiya, Sunidhi Chauhan
14. Aanan Faanan (Remix) - Jayesh Gandhi, Akriti Kakkar
15. Main Jahaan Rahoon (Mehfil Mix) - Rahat Fateh Ali Khan, Krishna, Javed Akhtar
16. Yahi Hota Pyaar (Mehfil Mix) -Javed Akhtar Himesh Reshammiya, Sunidhi Chauhan
17. Viraaniyan (Remix) - Himesh Reshammiya
18. Rafta Rafta (Remix) - RDB